# Гігантський Бегемот
«Гігантський Бегемот» (англ. The Giant Behemoth, відомий як «Бегемот, морський монстр» (англ. Behemoth, the Sea Monster) у Великій Британії та просто як «Бегемот» (англ. The Behemoth)) — чорно-білий науково-фантастичний фільм про гігантських монстрів, вироблений кінокомпанією Artistes Alliance, Ltd. та розповсюджуваний Allied Artists Pictures. Режисерами фільму були Єжен Лур'є та Дуґлас Хікокс, а продюсером фільму був Тед Ллойд. В фільмі знімались Джин Еванс та Андре Морелл. Сценарій був написаний Денелом Льюїсом Джеймсом під псевдонімом «Деніел Хаят» (оскільки тоді був віднесений до списку) та Єженом Лур'є.
Спочатку, за оригінальним сценарієм, фільм мав розповідати про аморфну радіаційну каплю, однак за наполяганнями компанії-дистриб'ютора титульним монстром стала стародавня рептилія, а стиль фільму став схожий на стиль «Чудовиська з глибини 20 000 сажнів». Проте деякі елементи оригінального сценарію, такі як атомне дихання монстра, були збережені.

## Сюжет
Науковець Стів Кернес розповідає британському науковому товариству про небезпеку ядерних випробувань для морських організмів. Тим часом на пляжі в Дов, Корнуолл, рибалка помирає за таємничих обставин, встигнувши перед смертю сказати лише «Бегемот». Біля нього, на пляжі, знаходять десятки мертвих риб, а тіло рибалки виявляється покритим радіацією.
Кернес та професор Бікфорд вирушають до Корнуолла. Виявляється, що хоча тіло рибалки покрите радіацією, весь пляж повністю чистий. Незабаром Кернес вирушає оглянути розтрощений пасажирський корабель, знайдений неподалік. Згодом, у Лондоні, вчені знаходять радіацію на декількох рибах із пляжу. Кернес починає думати, що «Бегемот» — це велетенський морський ссавець, який мутував в результаті ядерних випробувань.
Пізніше щось атакує ферму в Ессексі та залишає гігантський слід. Палеонтолог Семпсон ідентифікує слід як слід Палеозавра, водяного динозавра, який випускав електричний імпульс, як електричний вугор. Кернес вважає, що згубне випромінювання передається за допомогою електричного імпульсу, в результаті чого на тілі рибалки та на рибах була знайдена радіація. Семпсон каже, що радіація повільно вбиває самого Бегемота, і він шукає місце свого народження, щоб померти в ньому, однак він може спустошити Лондон до того, як помре.
Кернес і Бікфорд намагаються переконати владу закрити річку Темзу, однак коли динозавр руйнує вертольот з професором Семпсоном на борту, виявляється, що радіолокаційні системи військових не можуть виявити його. Незабаром Палеозавр виходить з Темзи і починає руйнувати місто. Кернес і Бікфорд кажуть, що найкращим способом вбити монстра буде ввести йому дозу радію, що прискорить його смерть від радіації, яка й так повільно вбиває його.
Бегемот повертається назад у Темзу, а Кернесу вдається вбити динозавра, вистріливши торпедою з радієм йому в рот з підводного човна. Палеозавр помирає, що пізніше підтверджують спостерігачі на вертольотах. Коли Кернес і Бікфорд збираються покинути район, вони чують радіорепортаж про десятки мертвих риб, виявлених на східному узбережжі США.

## В ролях
| Актор          | Роль                       |
| -------------- | -------------------------- |
| Джин Еванс     | Стів Кернес                |
| Андре Морелл   | професор Джеймс Бікфорд    |
| Джон Тернер    | Джон                       |
| Лі Медісон     | Джин Треватан              |
| Джек МакГоуран | палеонтолог доктор Семпсон |
| Моріс Кофман   | офіцер підводного човна    |
| Анрі Відон     | Томас Треватан             |
| Леонард Сакс   | науковець                  |

## Виробництво
Сцени живої дії були повністю зняті в Великій Британії, включаючи Лондон. Сцени зі спеціальними ефектами Вілліса О'Браяна були зняті в студії в Лос-Анджелесі, де вони також були поєднані з кадрами живих дій. Проте у книзі «Посібник 2002 року з відео-фільмів» було згадано, що хоч «монстр із фільму був непоганим, але Вілліс О'Браян явно працював з низьким бюджетом». Також під час того, як Палеозавр атакує паром та виходить з Темзи, були використані крики з фільму «Кінг-Конг» 1933 року, найвідомішого творіння О'Браяна.
Оригінальна версія тривалістю 71 хвилина 7 секунд під назвою «Гігантський Бегемот» отримала сертифікат X від Британською ради цензорів 9 січня 1959 року проте версія тривалістю 69 хвилин 7 секунд під назвою «Бегемот, морський монстр» отримала сертифікат A трьома днями пізніше.